# National Firearms Museum

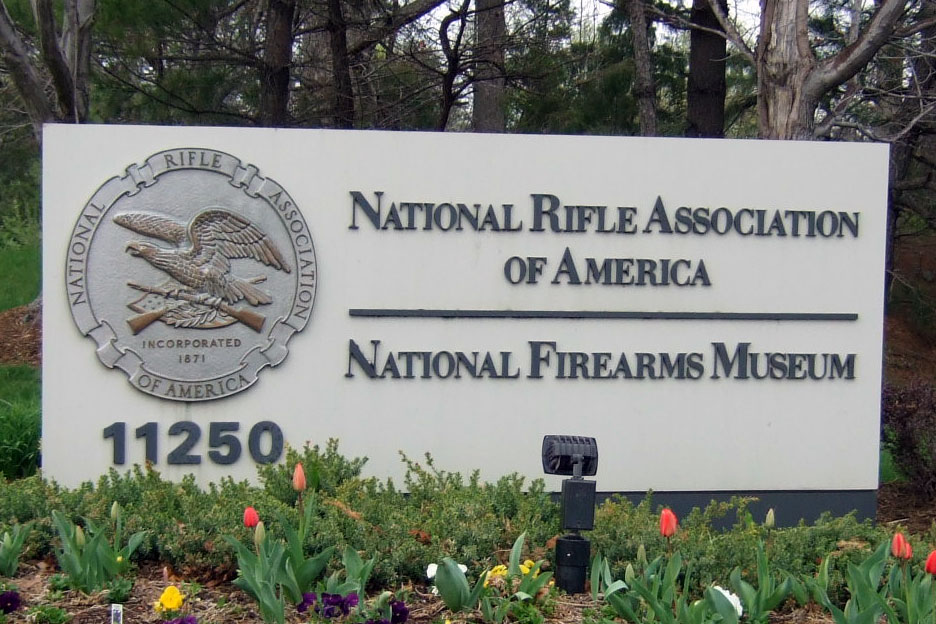

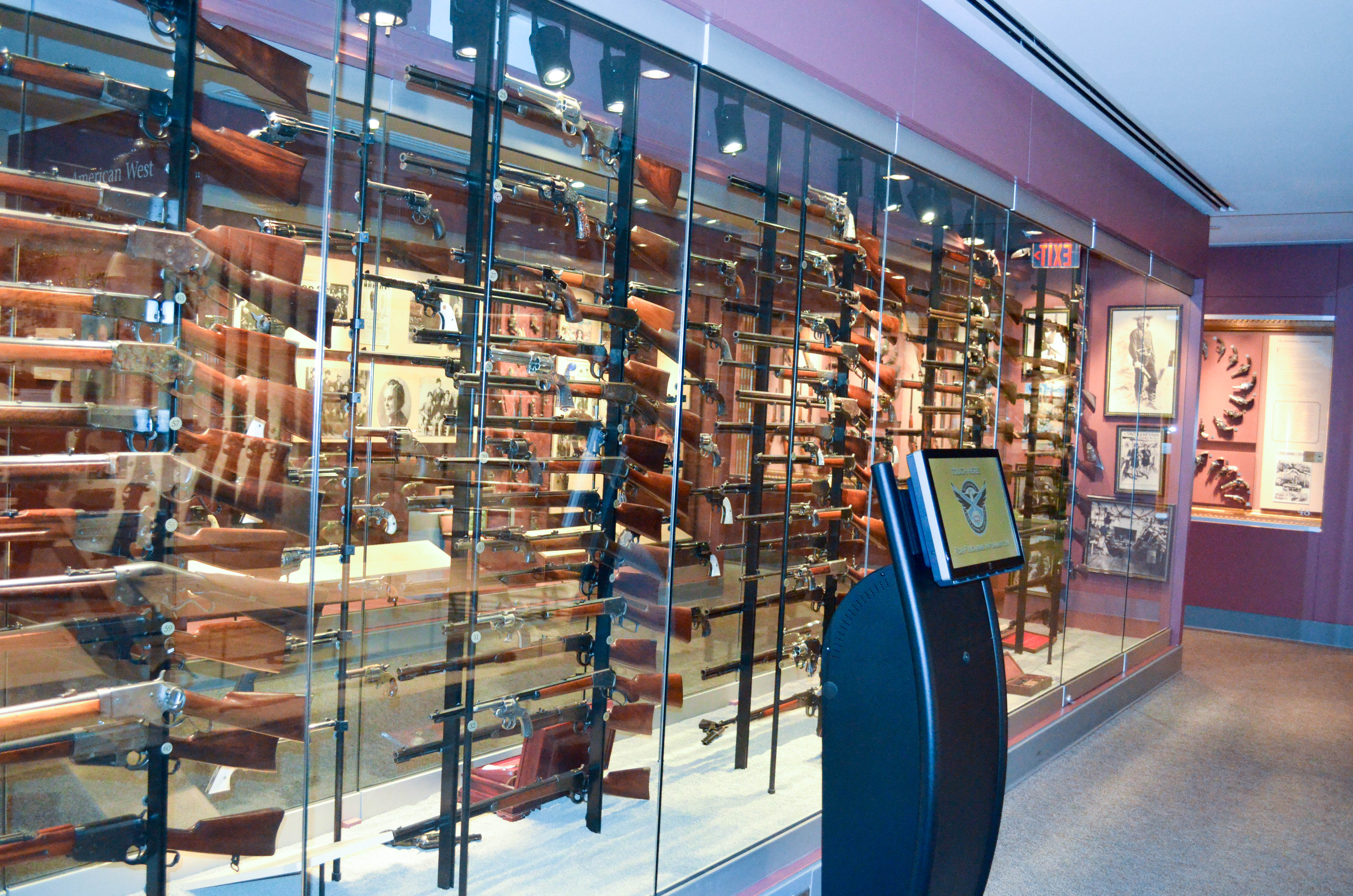

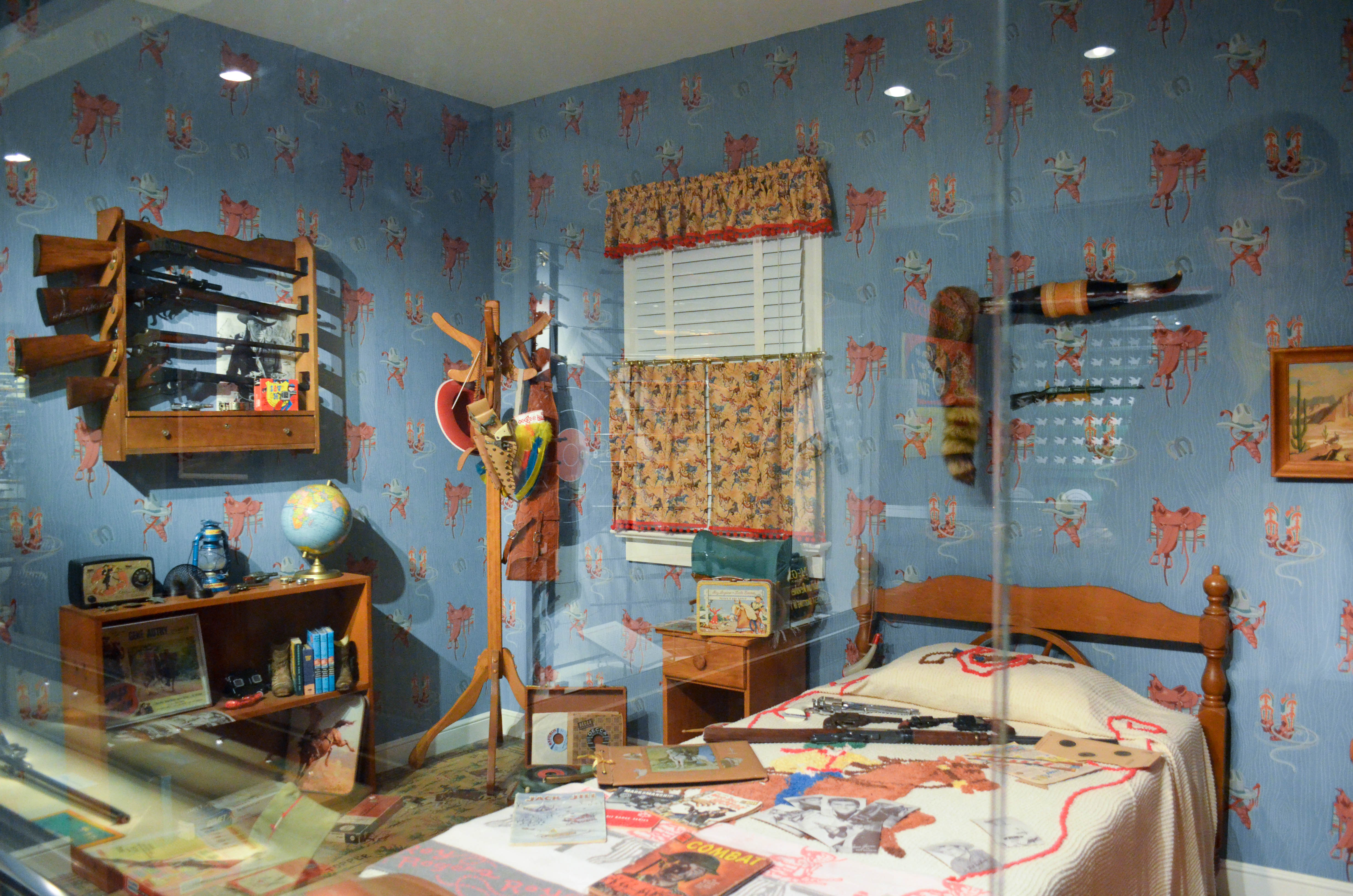
Zimmer eines jungen Pfadfinders

Das NRA National Firearms Museum ist ein Museum für Schusswaffen und deren Rolle in der US-amerikanischen Geschichte. Das Museum gehört dem Waffeninteressenverband National Rifle Association und befindet sich an dessen Hauptsitz in Fairfax im US-Bundesstaat Virginia.

## Geschichte
Zur Präsentation ihrer Waffensammlung eröffnete die NRA 1935 das erste Museum im Barr Building in Washington DC. 1954 zog die NRA Geschäftsstelle samt dem Museum in die Rhode Island Avenue um. Das NRA-Museum wurde 1981 in National Firearms Museum umbenannt. Es schloss 1993 wegen der Vorbereitung des Umzugs. Im Mai 1998 öffnete das National Firearms Museum in Fairfax. Das Museum kostete die NRA 3,1 Millionen US-Dollar. Im Oktober 2010 wurde das Museum um die Sammlung von Robert E. Petersen mit 400 zusätzlichen Exponaten erweitert. Das Museum beherbergt etwa 3000 Schusswaffen auf 1400 Quadratmetern und hat etwa 40.000 Besucher jährlich.
Das National Firearms Museum hat zwei Außenstellen. Im Jahre 2008 eröffnete das Frank Brownell Museum of the Southwest mit über 200 Schusswaffen auf 255 Quadratmeter in Raton. 2013 eröffnete das National Sporting Arms Museum in einem Laden der Bass-Pro-Shops-Kette in Springfield (Missouri) mit etwa 1000 Schusswaffen auf 700 Quadratmetern.
Stand 2020 hat die NRA über 10.000 Waffen in ihrer Sammlung. Fast alle davon wurden gespendet.

## Ausstellung
Das Museum präsentiert Schusswaffen als integralen Teil und Erbe der US-amerikanischen Kultur in Bezug auf Militär, Polizei, Selbstverteidigung, Film, Sport oder Jagd. Das älteste Exponat ist ein Handrohr aus Salzburg aus dem Jahr 1350, das Wertvollste ist ein italienischer Karabiner, welcher 1620 mit der Mayflower nach Amerika kam. Zu den Exponaten zählen militärische Schusswaffen aus verschiedenen militärischen Konflikten der USA vom Amerikanischen Unabhängigkeitskrieg bis zum Irakkrieg, ebenso Schusswaffen berühmter Personen z. B. Dwight D. Eisenhower, Theodore Roosevelt, George H. W. Bush oder Napoleon Bonaparte. Einige Großdioramen z. B. ein Schützengraben aus dem Ersten Weltkrieg, eine Schießbude aus dem Jahr 1920 oder das Zimmer eines jungen Pfadfinders aus den 1950er Jahren ergänzen die Ausstellung.

## Rezeption
Auch wenn das Museum dem Waffen-Interessensverband NRA gehört, werden die Ansichten der Organisation nicht offensichtlich zu Schau gestellt und relativ zurückhaltend geäußert. Es findet sich beispielsweise ein Zitat aus dem 2. Zusatzartikel zur Verfassung der Vereinigten Staaten über dem Eingang. Offiziell verlautbart vom Museum, Schusswaffen in der US-amerikanischen Kultur ohne politische Voreingenommenheiten zu zeigen.
Kritiker werfen dem Museum eine selektive Darstellung vor, die eine positive Rolle der Schusswaffen in der amerikanischen Kultur hervorhebt und die negativen Seiten ausblendet.
Die einzige ausgestellte Waffe mit einer Verbindung zu Verbrechen ist eine Flinte Charles Mansons, die allerdings lange vor seinen Morden beschlagnahmt wurde. Es werden Pistolen der Präsidenten John F. Kennedy und Abraham Lincoln gezeigt, dass sie durch Schusswaffen bei Attentaten starben wird hingegen nicht thematisiert. Hinweise auf die Rolle der Schusswaffen bei Schulmassakern werden ebenfalls nicht thematisiert.